# Fístula anal de Luís XIV de França

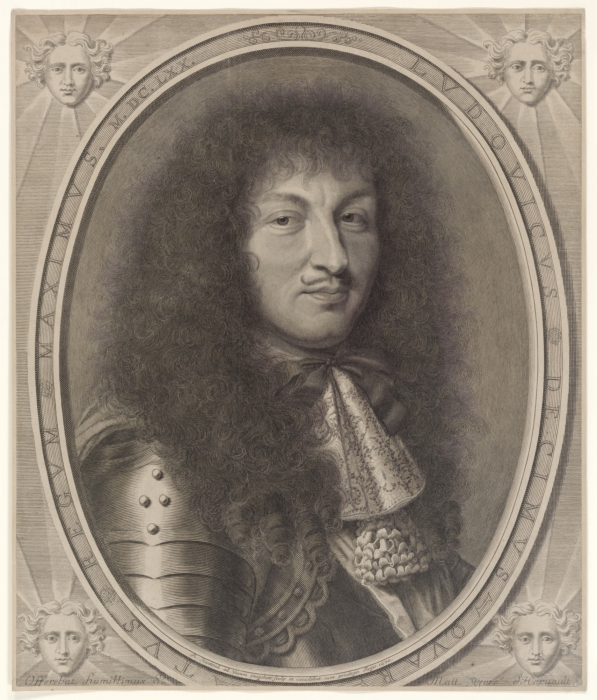
Luís XIV de França

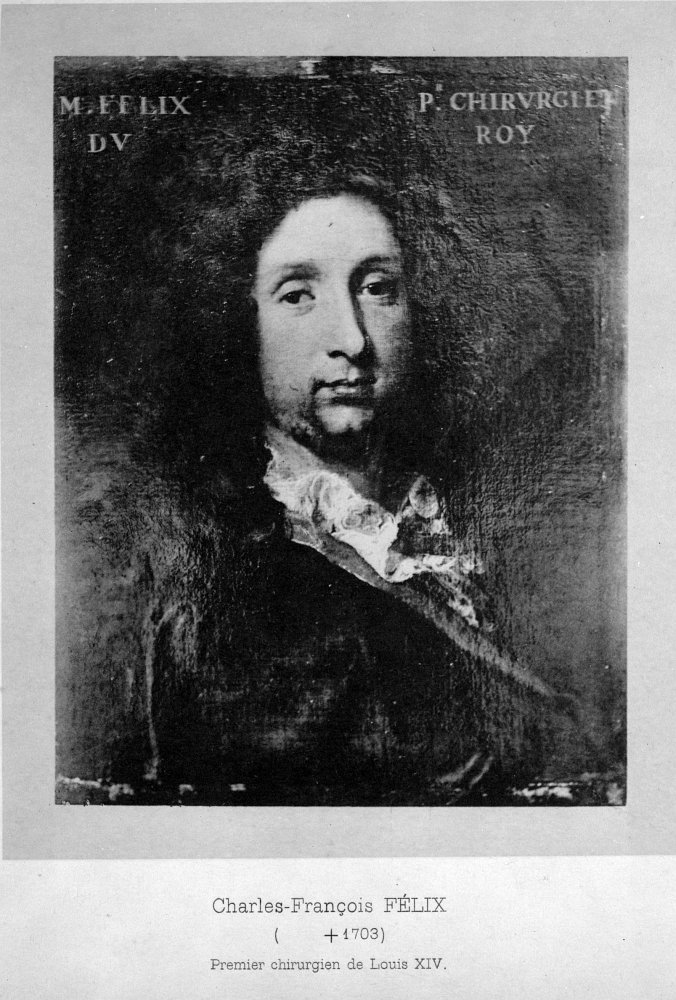
O cirurgião Charles-François Félix (1635-1703).

A fístula anal de Luís XIV da França foi um dos muitos males dos quais o rei Luís XIV da França sofreu. Foi seu cirurgião Charles-François Félix que o operou a fístula anal com sucesso em 1686, após o desenvolvimento de um instrumento específico e treinar em várias dezenas de pessoas carentes. A cura do rei teve um impacto considerável na França e na Europa e deu origem a numerosas celebrações civis e religiosas em todo o reino.

## Fístula
No início de 1686, o rei reclamou:
| “ | de um pequeno tumor, no períneo, dois dedos ao lado do ânus, profunda, pouco sensível ao toque, sem dor, nem vermelhidão, nem pulsação. | ” |

O abcesso se torna mais doloroso e incapacitante. O rei, então com 48 anos, não podia mais andar a cavalo e ia passear no parque em poltronas. O que foi modestamente chamado de "tumor na coxa" é então revelado publicamente no contexto de uma guerra entre cirurgiões e médicos sobre o tratamento a ser administrado. Durante os primeiros meses de 1686, o mal é tratado pela equipe liderada por Antoine Daquin com emplastros. Muitos farmacêuticos se reúnem em Versalhes na esperança de poder acessar o rei para tratá-lo e entrar em sua comitiva. Entre os tratamentos, é recomenda a injeção de água de Barèges e os médicos planejam enviar o rei para a cidade termal dos Pirenéus. Um cirurgião parisiense é enviado para lá e testemunha o sucesso dessas águas para a fístula. Mas Daquin se opõe à viagem que considera muito longa e perigosa pelo "calor dessa temporada".
Finalmente, o cirurgião Charles-François Félix conseguiu convencer o rei a realizar a operação, uma incisão, certamente dolorosa, mas que durou apenas alguns minutos.

## "A Grande Operação"
O cirurgião, que coloca em risco sua carreira, treinou em muitas pessoas indigentes de Paris, reunidas no hospício de Versalhes. Não se sabe o número exato (fala-se de 75), mas muitos morreram e, de acordo com o pároco de Versalhes, François Hébert, eles foram enterrados ao amanhecer sem tocar os sinos 
| “ | para que ninguém soubesse o que se passava. | ” |

Essas múltiplas operações permitiram a Félix desenvolver um instrumento específico, um bisturi curvado estendido por uma caneta, cuja borda cortada é coberta com uma tampa de prata para não machucá-la quando é inserida no ânus mantido aberto por outro equipamento.
Enquanto a corte passou alguns dias em Fontainebleau, o rei retornou a Versalhes. A operação, mantida em segredo ocorre em 18 de novembro de 1686 às 7 horas no quarto do rei. O segredo é mantido para não enfraquecer a posição do rei, com sua corte e os tribunais europeus. É descrito em detalhes no Journal de santé du Roi, que foi redigido de 1647 a 1711.
O rei ficou deitado em sua cama, com um travesseiro embaixo da barriga para levantar as nádegas. Além de Félix, estiveram presentes os médicos Daquin, Fagon, Bessières e La Raye, que ajudaram na operação, e Madame de Maintenon segurando a mão do rei. A operação sem anestesia durou três horas, durante as quais o rei teria dito: 
| “ | Está feito, senhores? Terminem e não me chamem de rei; quero ser tratado como se fosse um camponês. | ” |

## Pós-operação
A operação foi um êxito e fez a fama e fortuna do cirurgião, que mais tarde foi condecorado. Isso lançou a moda entre os cortesãos de fazer cirurgia de fístula. Se o sucesso da operação foi amplamente divulgado, pelo menos duas outras incisões foram feitas ao rei por Félix no fim de 1686 e o rei não se recuperou realmente até janeiro de 1687.
Celebrações civis e religiosas ocorreram em Versalhes e em todo o reino. Nas grandes cidades da província, foram disponibilizadas fontes de vinho. As performances do Te Deum, por exemplo, de Paolo Lorenzani, sob a direção do compositor, foram estendidas porque, após o édito de Fontainebleau (1685), todos os cânticos litúrgicos em francês foram proibidos.
Essas celebrações serviram ao propósito do rei, fortalecendo a coesão nacional após a revogação do Édito de Nantes e no exterior, demonstrando a coragem e a resistência do rei.

O bisturi de Charles-François Félix, projetado para a operação, faz parte das coleções do Museu de História da Medicina.